# Tjerenkovstrålning

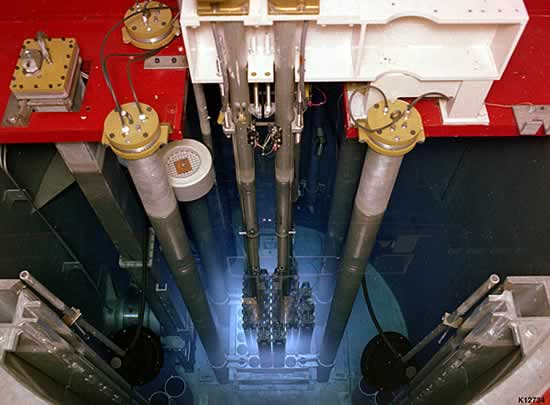
Det blåa Tjerenkov-ljuset.

Tjerenkovstrålning från en laddad partikel som färdas nära ljusets hastighet i ett medium med brytningsindex n = 1.25. Vågfronter centrerade kring positioner vid t = 0,1...5 bildar en kon med toppvinkel α=arcsin(4/5).

Tjerenkovstrålning är ett fenomen som uppstår när en laddad partikel rör sig fortare än ljushastigheten i det material som partikeln rör sig genom. 
Fenomenet har fått sitt namn efter den ryske fysikern Pavel Tjerenkov som gjorde upptäckten år 1934. Det förklarades tre år senare av Ilja Frank och Igor Tamm. För detta fick de tre fysikerna dela på Nobelpriset i fysik 1958.
Ljusets hastighet i vakuum är den högsta hastighet en partikel kan röra sig med enligt relativitetsteorin. I genomskinliga material (glas, vatten med mera) rör sig ljuset betydligt långsammare än i vakuum, och det blir då möjligt för en partikel att röra sig fortare än ljuset i det materialet. När detta händer utsänds så kallad tjerenkovstrålning, eller tjerenkovljus. 
I vattenbassängerna på kärnkraftverk kan man se ett blått tjerenkovljus komma från laddade partiklar som rör sig fortare genom vattnet än vad ljuset gör. Anledningen till ljusbangen är att den laddade partikeln polariserar de omgivande molekylerna. Dessa deexciteras därefter snabbt, varvid en koherent vågfront av ljus avges. Bildandet av tjerenkovstrålning kan jämföras med bildandet av den ljudkon som uppkommer bakom till exempel flygplan eller gevärskulor vid överljudshastighet.
I CERN, en europeisk forskningsanläggning för främst partikelfysik, används tjerenkovstrålningen för att - tillsammans med stora mängder andra data - avgöra olika egenskaper hos partiklar. 